# Кантии

Расселение кантиев

Кантии (Cantiaci или Cantii), одно из белгских племен, живших в Британии перед римским завоеванием. Они жили в области под названием Кантий (Cantium), теперь названный Кентом, в юго-восточной Англии, и говорили на одном из бриттских языков. Их столицей был Дуроверн (Durovernum Cantiacorum), теперь Кентербери.
Граничили с регнами и катувеллаунами.